# Ação do Faial

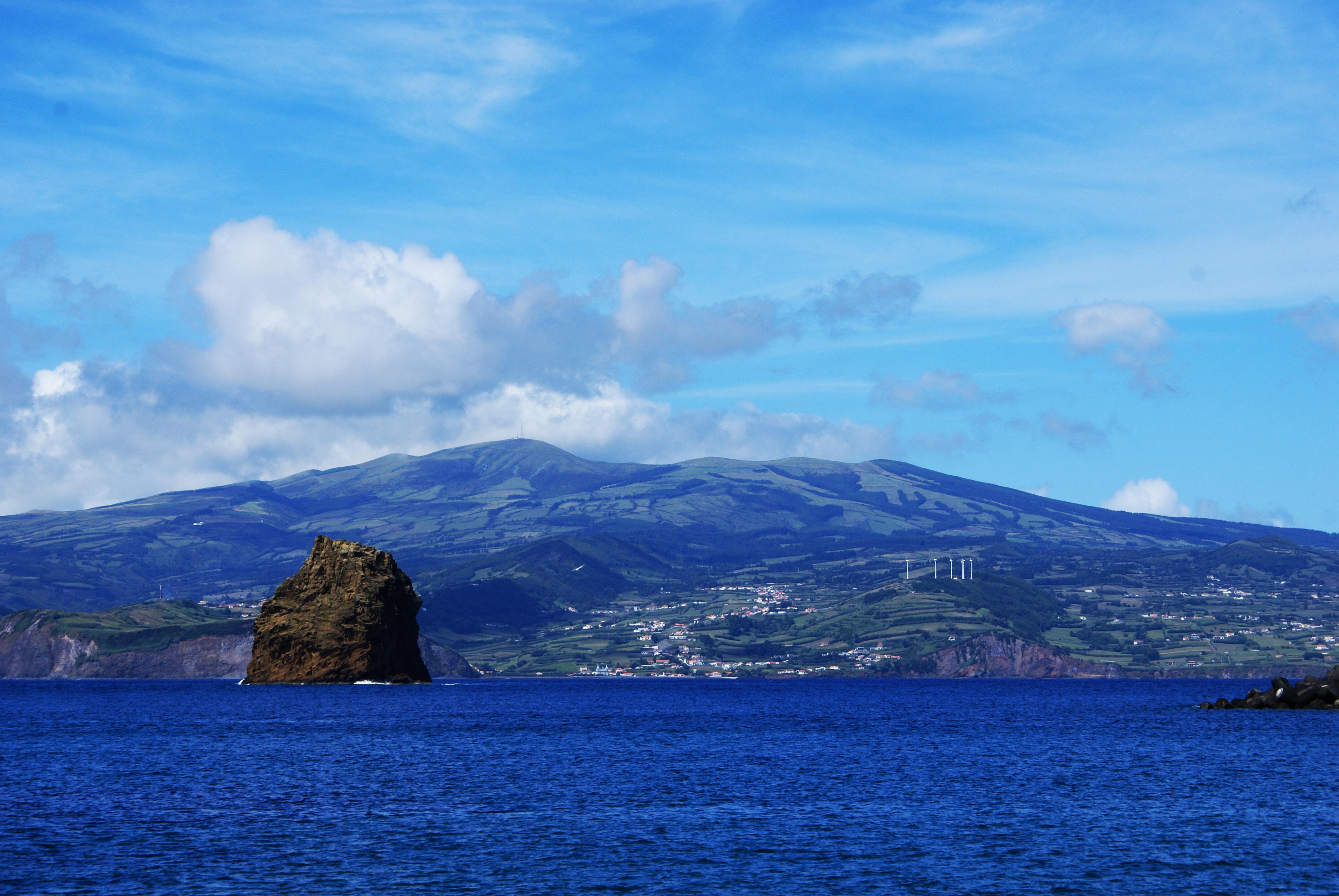
Ilha do Faial, ao largo da qual decorreu a ação.

A ação do Faial ou a Batalha da Ilha do Faial foi um confronto naval ocorrido de 22 a 23 de junho de 1594 durante a Guerra Anglo-Espanhola em que a grande e rica carraca portuguesa de 2 000 toneladas Cinco Chagas foi destruída por uma frota inglesa após uma longa e amarga batalha ao largo da Ilha do Faial, nos Açores. A nau, que era considerada uma das mais ricas a partir das Índias, perdeu-se numa explosão que privou os ingleses, bem como os portugueses e espanhóis, das riquezas.

## Antecedentes
Em virtude da União Ibérica, o Tratado Anglo-Português de 1373 estava suspenso e, como a Guerra Anglo-Espanhola ainda estava em andamento, a navegação portuguesa era um alvo justo para a marinha inglesa e os corsários. No final de 1593, o conde de Cumberland, esperando capitalizar o sucesso da captura da Madre de Deus; preparou à sua custa três navios de 250 a 300 toneladas, com dois conveses de artilharia cada um e um total de 420 marinheiros e soldados. Estes eram o Royal Exchange, de propriedade da London Merchants, William Holliday, Thomas Cordell e William Garraway e do qual George Cave era capitão, o Mayflower - Vice-Almirante sob o comando de William Anthony, e o Sampson, sob Nicholas Downton. Havia também um pináculo de apoio, o Violet. 
Em 6 de abril de 1594 partiram de Plymouth com destino aos Açores. No caminho, eles percorreram a costa de Portugal e Espanha, capturando vários navios. Ao largo de Viana do Castelo, Portugal, uma barca de 28 toneladas foi capturada enquanto se dirigia para a Angola Portuguesa. Perto das ilhas das Berlengas foram apreendidas mais três caravelas portuguesas e espanholas, uma das quais trazia doze pipas de vinho espanhol e outra uma pequena arca de prata. Estes foram enviados de volta para a Inglaterra em tripulações de prêmio a bordo do Violet enquanto o resto da frota continuou em direção aos Açores. Eles esperavam evitar a frota espanhola de Alonso de Bazán que estava à procura de Cumberland, após sua falha em interceptá-lo dois anos antes.
Em 22 de junho de 1594, ao se aproximarem da ilha do Faial, o Mayflower logo viu uma grande vela se aproximar deles e percebeu que se tratava de uma enorme nau portuguesa. 
A nau era a Cinco Chagas e era uma nau de 32 canhões, 2000 ton, que partira de Goa rumo a Portugal em 1593, sob o comando de Francisco de Mello, uma das "maiores naus que alguma vez estavam na Carreira, carregados de grandes riquezas e pedras preciosas e tudo de melhor da Índia". 
A frota que saía de Goa incluía Santo Alberto e Nossa Senhora da Nazaré; ambos tiveram vazamentos fatais e encalharam na costa de Moçambique. O Cinco Chagas levou a bordo a carga de diamantes e outras pedras preciosas que haviam sido resgatadas dos dois navios perdidos, bem como seus 400 passageiros e tripulantes, dos quais 230 eram escravos. Entre eles estavam também dois VIPs: Nuno Velho Pereira, ex- governador colonial de Moçambique, e Dom Braz Correia, capitão da frota que regressava das Índias. Os Chagas escalaram Luanda, em Angola portuguesa, para abastecimento, onde embarcaram mais escravos que constituíam mais bocas para alimentar. Quando os Chagas chegaram aos Açores, a doença já havia tomado quase metade da tripulação, muitos dos quais eram mulheres e crianças, e grande parte da comida havia sido jogada ao mar para tornar o navio mais leve durante os vendavais ao largo da África do Sul. A nau tentou chegar à ilha do Corvo para repor as provisões perdidas, mas os ventos contrários impediram-no, pelo que rumou para o Faial. Logo depois, porém, os vigias de Chagas avistaram os navios ingleses e se prepararam para a batalha.

## Batalha
Ao meio-dia, todos os quatro navios trocaram ataques e tiros de mosquete em uma batalha que durou quase um dia inteiro. Os navios ingleses tentaram abordar o Cinco Chagas, mas foram repelidos pelos maiores números portugueses. À medida que as baixas aumentavam em ambos os lados, os conveses da nau estavam cheios de mortos e feridos. 
A batalha continuou com os ingleses tentando abordar o navio três vezes. Todas as três tentativas, no entanto, foram repelidas pelos portugueses - travando uma luta corajosa sabendo que as riquezas eram grandes demais para serem perdidas. O capitão do Mayflower George Cave foi morto, o que desencorajou seus homens de atacar. A tripulação do Sampson foi repelida com perdas e os combates continuaram por várias horas com os quatro navios ancorados um ao outro. Pouco depois, os outros dois navios, tendo perdido a esperança de dominar Chagas, afastaram-se e Nicholas Downton foi gravemente ferido e William Antony mais tarde foi mortalmente ferido.

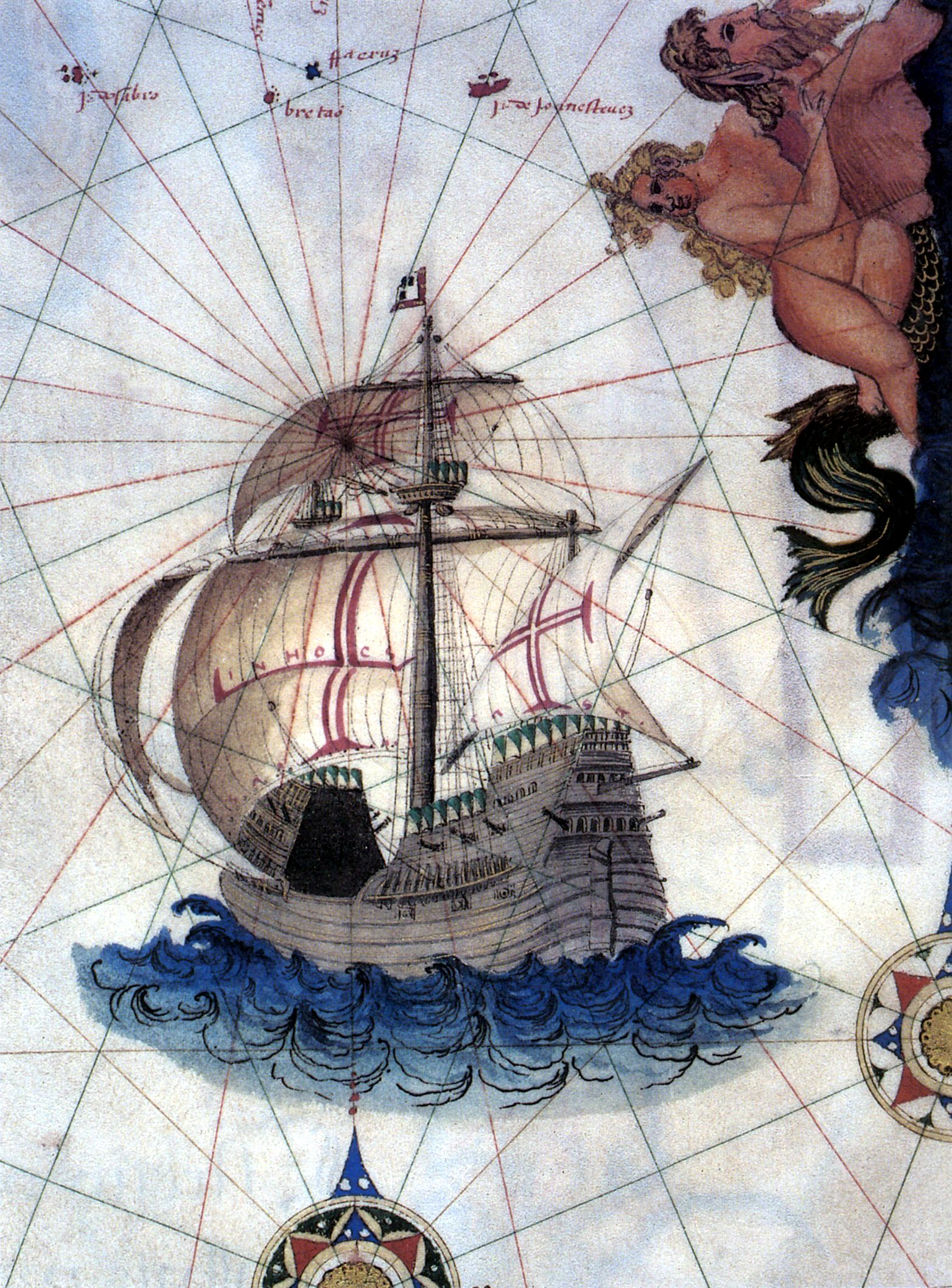
Nau típica portuguesa durante a maior parte do século XVI. No final do século XVI, as Cinco Chagas já diferiam desse desenho.

Porém, ao perceberem que o Cinco Chagas não tinha canhões à ré, numa hábil manobra os ingleses voltaram ao ataque concentrando o fogo no painel de popa do navio português. O Royal Exchange fez outro ataque de abordagem, desta vez, conseguindo carregar o navio após uma luta acirrada. Enquanto o combate corpo a corpo pesado ocorria, um incêndio começou em uma lona durante a troca de tiros e depois se espalhou para o cordame e os mastros. O fogo não pôde ser apagado porque atiradores de elite a bordo dos navios ingleses estavam pegando os portugueses um a um enquanto tentavam guarnecer as bombas. 

De acordo com o único relato de testemunha ocular disponível, escrito por Melchior Estácio do Amaral em 1604:
o mar estava roxo de sangue pingando dos embornais, os conveses atulhados de mortos e o fogo queimando em algumas partes dos navios, e o ar tão cheio de fumaça que, não apenas às vezes não podíamos nos ver, mas também não podíamos reconhecer uns aos outros. 
Vendo o fogo se espalhar descontrolado e com os ingleses ganhando vantagem, os portugueses decidiram abandonar o navio, agarrando-se a tudo que pudesse flutuar. Ao mesmo tempo, os ingleses chegaram entre eles em alguns barcos armados e começaram a atirar ou lançar os indefesos portugueses na água. Tornou-se evidente que as únicas pessoas poupadas dessa carnificina eram mulheres que estavam tirando suas roupas exteriores, "na esperança da piedade dos ingleses". No entanto, uma senhora, Dona Isabel Pereira, cujo falecido marido Diogo de Melo Coutinho tinha sido capitão-mor e Tanadar-mor do Ceilão, e a sua filha Dona Luísa de Melo Coutinho, de 16 anos, recusou-se veementemente a despir-se para os corsários e, amarrando-se com uma faixa de São Francisco (ou seja, o cordão que um frade franciscano amarrava na cintura), eles foram para o lado oposto do navio dos ingleses e pularam no mar. Eles foram enterrados no Faial, onde seus cadáveres foram levados à praia, ainda amarrados, no dia seguinte.
Quando o fogo ficou completamente fora de controle, os ingleses decidiram se afastar das Chagas e "trabalharam furiosamente para desengajar seus navios" A nau queimou durante toda a noite até pouco depois do amanhecer, quando as chamas atingiram o paiol de pólvora seu porão inferior, que continha "seu poulder que era o mais baixo com 60 barris" que inflamando, "explodiu-o para longe, de modo que a maior parte do navio nadou em partes acima da água".
A explosão foi enorme, matando centenas de portugueses entre homens, mulheres e crianças; Quase 35 ingleses ainda estavam a bordo quando o navio explodiu. A maioria foi morta de imediato e a batalha terminou com a perda total do Chagas e sua carga.

## Resultado
A tripulação agarrou-se os restos flutuantes, que se revelaram pouco, e os ingleses começaram a recolher os sobreviventes, dos quais eram apenas treze dos 600 portugueses. Os ingleses navegaram mais para o oeste na esperança outra caçada naval, e encontraram outra nau, a San Fellipe, duas semanas depois. Com pesadas perdas já devido a doenças, e com oficiais feridos ou mortos, suprimentos acabando e um vendaval forçando-os a se separarem, Cumberland decidiu não enfrentar a nau e voltou para casa.
A carga do Cinco Chagas (juntamente com a carga recuperada dos outros dois navios) valia bem mais de 2 000 000 ducados e, além disso, havia vinte e dois baús de diamantes, rubis e pérolas estimados em US$ 15-20 bilhões em valores de 2017. Os prisioneiros que foram salvos disseram a seus captores que a rendição era impossível, pois as riquezas eram para o rei da Espanha e Portugal e que o capitão, sendo altamente favorecido pelo rei, ao retornar seria nomeado vice-rei nas Índias.
Com a destruição do Chagas, Cumberland teve que se certificar de que os portugueses e espanhóis não teriam nenhuma das riquezas a bordo. Ele evitou com sucesso as tentativas da marinha espanhola de encontrá-lo. Alonso de Bazán falhou em interceptar Cumberland em parte porque esperava proteger a frota do tesouro das Índias Ocidentais que ainda estava no Caribe. Outra frota comandada por Don Antonio De Urquiola também não conseguiu encontrar os ingleses, apesar de ele estar na mesma área quando eles voltaram para casa, passando pelo Cabo São Vicente em setembro. 
A frota chegou a Portsmouth no dia 28 de agosto, e os navios foram minuciosamente revistados quando chegaram pelas tropas da Rainha, consequência do roubo em massa do Madre de Deus dois anos antes. D. Nuno Velho Pereira e D. Braz Correia sobreviveram à explosão das Chagas e foram trazidos para terra como prisioneiros, onde o Conde os tratou bem e os hospedou durante um ano inteiro como seus hóspedes. Eles foram então resgatados por 2 500 ducados cada; Pereira pagou por ambos, fazendo com que a expedição de Cumberland de 1594 ganhasse pelo menos alguma recompensa. Com esse dinheiro, o Conde decidiu financiar e construir um navio novo e maior, em vez de pedir emprestado à Rainha; o novo navio foi lançado em 1595 e foi nomeado pela Rainha o Scourge of Malice.

## Legado
De acordo com o embaixador veneziano na Espanha, foi o navio mais rico a partir das Índias Orientais. As estimativas da localização do Cinco Chagas sugerem que ele se encontra em mares com mais de uma milha de profundidade no Oceano Atlântico, dezoito milhas ao sul do canal entre a Ilha do Pico e o Faial, juntamente com sua preciosa carga de diamantes e pedras preciosas. Os destroços foram procurados por caçadores de tesouros, mas nenhum sinal foi encontrado em parte devido à profundidade.